# Zrínyi család
A Zrínyiek (horvátul: Zrinski, németül: Zerin), a Šubić nemzetségből származó horvát–magyar nemesi család, akik a középkortól kezdve jelentős szerepet töltöttek be a Horvát és a Magyar Királyság életében egészen a kora újkorig. A család tagjai a magyar történelem során számos főméltósági rangot viseltek, ilyen volt Zrínyi V. György vagy Zrínyi Péter horvát bánok, Zrínyi IV. György tárnokmester, emellett olyan ismert személyek kerültek még ki, mint Zrínyi IV. Miklós hadvezér, Szigetvár ostromának hőse, Zrínyi Miklós költő, vagy Zrínyi Ilona hősnő, a munkácsi vár védelmezője annak 1685–88-as ostroma során.

## A Zrínyi család története

### A középkorban
A Subics nemzetség egyike volt a Kálmán királynak 1102-ben meghódolt 12 horvát nemzetségnek. A 12. század végén – III. Béla Velence elleni harcának támogatása fejében – örökös földbirtokként a család megkapta Bribir megyét, mert ezt követően már nem a zsupán (iupanus), hanem gróf (latinul: comes, horvátul: knez) címet viselték; így a régi horvát zsupánból – aki nemzetségének megbízottja volt – a magyar király vazallusa lett. Ekkor alakult ki Horvátországban a feudális rendszer.
A tatárjárás idején IV. Béla Horvátországba menekült, ahol a Subics család támogatását is élvezte, amit később meghálált. A 13. század végén és a 14. század elején ebben a családban először lett örökletes a báni tisztség.
A tengermelléki Ostrovica vára és egyéb dalmáciai birtokainak fejében I. Lajos magyar király 1347-ben Subics Gergelynek és unokaöccsének Subics Györgynek adományozta az Una folyó mellett épített Zrin várát (in terra Schlavoniae), továbbá az ennek közelében levő Stupnica községet és Pedalj várát. Ettől kezdve György és utódai a Subics név mellőzésével Zrinski (Zrínyi) változatban írták nevüket és a család történetének színhelye már nem Dalmácia, hanem Horvátország és Magyarország.
Subics György a család megalapítója Zrínyi I. György (II.A1.) néven. Nagybátyja, a Frangepán családból származott Blagai Dujmo vegliai gróf házában nevelkedett Krk szigetén. Serdülő ifjúként I. Lajos király apródja volt. 1347-ben a nápolyi hadjáratba is követte királyát, és kitűnt vitézségével. 1361-ben halt meg. Egyetlen fia Zrínyi I. Pál (II.B2.) apja halálakor még kiskorú volt, ezért a király kinevezte gyámjává Blagai Bertalant és fiát, Istvánt. Mária királynő 1383-ban, Zágrábban kiadott iratával megparancsolta, hogy minden I. Pál ellen folyamatban levő birtokpert be kell szüntetni az ő javára. I. Lajos király, majd Mária királynő pártfogását Zrínyi Pál azzal hálálta meg, hogy mindvégig hű támogatójuk maradt. 1414-ben halt meg Zágrábban, hamvai a Zágráb melletti remetei zárda kriptájában nyugszanak.
Zrínyi I. Péter (II.C1.) kezdetben a lázadó Hervoja herceg párthíveként Zsigmond király ellen harcolt, Hervoja halála után meghódolt Zsigmondnak, aki őt 1420-ban kegyelmébe fogadta. A család dalmáciai ágából az utolsó sarj, Subics Jakab – gyermekei nem lévén – 1441-ben összes birtokát Péterre hagyta, amely végrendeletet Hunyadi János kormányzó is megerősítette.

### A török hódítás ellen
I. Péter fia, Zrínyi II. Péter, (II.D9.) nehéz időkben élt, mert a törökök már 1458-ban kezdték pusztítani Horvátországot, továbbá a horvát főurak is folytatták hagyományos családi civódásaikat. A főurak politikai pártokra is szakadtak, mert Hunyadi János halála után nagy részük nem akarta királyuknak elismerni V. Lászlót.
A nagybirtokos Zrínyiek számára a kialakult történelmi és gazdasági körülmények miatt a 15. század második felétől egyetlen járható út kínálkozott: a Habsburg-hatalomra támaszkodó törökellenes politika. 1475-ben Ahmed boszniai basa egész Zrin váráig nyomult előre. Mivel nem volt képes a várat elfoglalni, elpusztította környékét, majd rabolva és pusztítva végig ment Horvátországon, beütött Stíriába és Karintiába, ahonnan nagy zsákmánnyal és sok ezer rabságba esett keresztény fogollyal visszatérvén, újból megjelent Zrin vára előtt, de itt II. Péter a török sereget megsemmisítette, és a keresztény rabokat kiszabadította. 1493-ban Jakub pasa Boszniából újra betört Horvátországba, de Frangepán Bernardin az Una folyó mellett legyőzte a sereget, mire a törökök Krajna és Karintia felé vették útjukat, ahonnan visszatérőben 1493-ban Udbinja mellett megverték a horvát sereget; II. Péter és fia Zrínyi III. Pál (II.E1.) is a csatatéren maradtak. III. Pál fia, Mihály (II.F/1.) pedig a mohácsi csatában (1526. augusztus 29.) esett el.

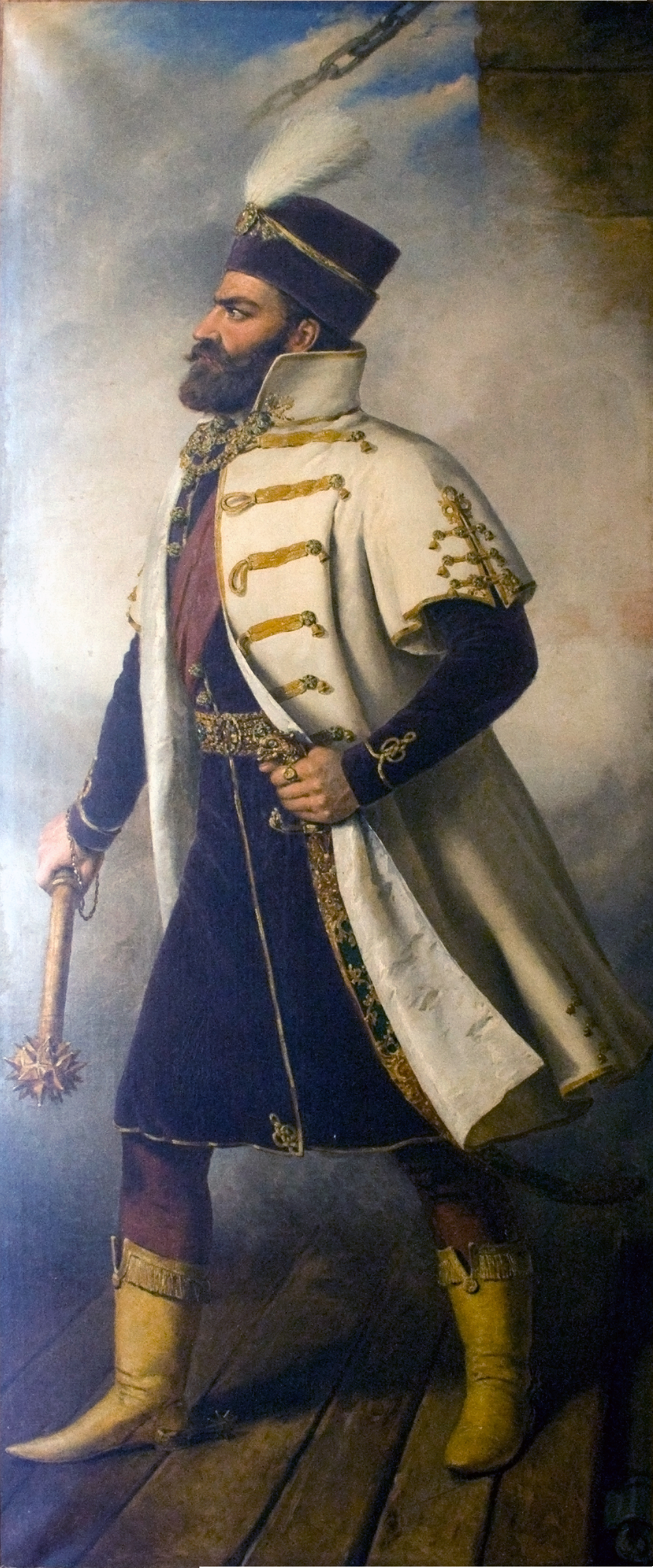
Barabás Miklós: Zrínyi Miklós (1842), azaz Zrínyi IV. Miklós a szigetvári vértanú

Zrínyi III. Miklós (II.E5.) apja, II. Péter halálakor mindössze 4 éves volt, ezért Berojevics Mátét nevezték ki gyámjának. 1501-ben az általa vezetett Zrínyi-sereg vitézül harcolt Jajcánál Corvin János oldalán. 1509-ben III. Miklós feleségül vette Karlovics Ilonát. Miklós és sógora, (a félkegyelmű) Karlovics Iván – mint családjaik egyetlen férfi tagjai – egyezséget kötöttek, hogy amelyikük előbb meghal fiú utód nélkül, annak egész vagyonát a másik örökli. Zrínyinek ekkor 9, Karlovicsnak 22 vára volt, a falvakat nem is számítva. Ez az egyezség volt alapja a Zrínyiek későbbi óriási gazdagságának, melyet a leszármazottak délnyugat – nyugat felé irányuló kereskedelemmel, vámszedéssel, s nem utolsósorban jelentős marhaexporttal növeltek. A mohácsi vész után III. Miklós részt vett a horvát rendek cetini országgyűlésén, melyen 1527. január 1-jén királyukká választották Habsburg Ferdinánd cseh királyt és osztrák főherceget. III. Miklós a megszorult auraniai perjeltől 13 000 arany forintért zálogba vette Kostajnicát, Božjakovinát, Pakrácot, Kamenskót, Gradistét, Sloboštinát és Rasát, így ezen időtől fogva a Zrínyiek egyéb címeik mellett ezt is viselték «gubernatores prioratus Auranae». III. Miklós 1534-ben halt meg Zrin várában.
Az ő fia volt Zrínyi IV. Miklós (III.A1.), a szigetvári vértanú (ezzel a nagycsalád igazi tekintélyének megalapozója), aki számos törökellenes csatában védelmezte az országot és saját birtokait, melyet házasságkötése révén tovább növelt, s akinek hősies halála számos horvát és magyar művészt ihletett meg.
Fiai közül legkiválóbb volt Zrínyi IV. György (III.B4.) (első neje D'Arco Anna grófnő, második neje Stubenberg Zsófia bárónő), és Zrínyi V. Miklós (III.B13). Harci téren mindketten kitűntek vitézségükkel, hívei voltak a protestantizmusnak, melyhez atyjuk is húzott. A Zrínyiek ekkortájt őrizték nyelvüket, támogatták a délszláv reformációt, ugyanakkor a magyarokhoz hasonultak, a „Szent Korona tagjainak”, „Hungarus”-nak tekintették magukat. IV. György tárnokmester, mint buzgó lutheránus, 1570-ben nyomdát állított, melynek vezetését anyósának, D’Arco Margitnak csehországi birtokáról, Lindau városából hozott Hofhalter Rudolfra bízta. A nyomda a Csáktornya melletti Nedelišćében működött és kiadványai között kiválóbbak Bucsics Mihály protestáns prédikátor horvát nyelven kiadott vallásos tartalmú munkái.
IV. Györgynek három leánya és két fia volt. Idősebb fia Zrínyi VI. Miklós (III.C1.) utódok nélkül halt meg 1625-ben. Második fia Zrínyi V. György (III.C2.) jelentékenyebb szerepet játszott: kiváló egyéni tulajdonságait Rattkay György zágrábi kanonok és horvát történetíró tüzetesen ismerteti (Memoria regum et banorum regni Croatiae). Ő és bátyja Miklós 1616-ban részt vettek a protestantizmus százéves jubileumán. Mindketten protestánsok voltak, amit az is előmozdított, hogy protestáns nőt vettek feleségül, de csak rövid ideig maradtak e vallás kötelékében, mert 1619-ben a jobbágyság vallásszabadsága és lázongása ellen erélyesen fellépő Pázmány Péter mindkettőjüket visszatérítette a római katolikus egyház kebelébe. Zrínyi György 1626. áprilisban a legjobb egészségben csatlakozott Wallenstein seregéhez, aki a kortársak (Rattkay, Pethő) tanúsága szerint egy ebéd alkalmával mérgezett retket etetett vele, amitől 1626. december 18-án 29 éves korában Pozsonyban meghalt. Két fia volt: Zrínyi VII. Miklós (III.D1.) magyar, és Zrínyi IV. Péter (III.D2.) horvát költő és hadvezér.

### A török hódítás és Habsburg elnyomás ellen
Pázmány Péter irányítása alatt nevelt Zrínyi fivérek megosztották a családi birtokot. A magát egyre inkább magyarnak valló VII. Miklós a Muraközt kapta, míg a horvát identitását őrző öccse, IV. Péter a tengermelléki földeket. Mindketten folyamatos harcot vívtak a török ellen és védték az ország délvidékét. A török elleni harchoz elsősorban kereskedelem (só, gabona, faárú, posztó) révén teremtették elő a pénzt, valamint nagystílű marhakereskedést építettek ki. Évente mintegy 40 ezer marhát hajtottak a légrádi vásárra, melyért nem fizettek Bécsnek vámot. Szerződést kötöttek a kanizsai basával és a velencei kereskedőkkel, és saját fegyveres csapataikkal kísérték a marhaszállítmányokat a kikötőkbe. Felségsértésnek beillő tettét VII. Miklós Bécsben azzal indokolta, hogy nagy szüksége van a pénzre a honvédő háborúhoz.
A két testvér politikai síkon is egyre inkább szembe került a török ellen őket csak ímmel-ámmal támogató bécsi udvarral. Egy vadkan áldozatává vált VII. Miklós horvát bán halála után a tisztséget betöltő IV. Péter részt vett a Wesselényi-összeesküvésben, ezért sógorával együtt Bécsújhelyett lefejezték.
VII. Miklósnak négy gyermeke volt: Mária Terézia Borbála (III.E1.), Mária Katarina (III.E2.), Izsák (III.E3.) és Ádám(III.E4.), aki 1662. december 24-én született Bécsben és a szalánkeméni csatában halt meg 1691. augusztus 19-én, a törökök ellen harcolva.
IV. Péternek gyermekei: Zrínyi Ilona (III.E/1.) és Zrínyi IV. János Antal (III.E/2.), valamint Judit Petronella (III.E/3.), aki mint apáca és apátnő élt Zágrábban 1699-ig, továbbá Aurora Veronika (III.E/4.), akit a bécsi udvar arra kényszeríttet, hogy apácává legyen, Cillében halt meg, de nem tudni mikor.
Zrínyi Ilona 1667-ben férjhez ment I. Rákóczi Ferenchez; annak halála után, 1681-ben Thököly Imre hitvese lett, akinek oldalán cselekvő részese volt a Habsburgok elleni kuruc felkelésnek. A magyar történelem egyik hősnője, II. Rákóczi Ferenc édesanyja.
A kiváló képességű IV. János Antal hét nyelven beszélt. A Wesselényi-összeesküvés első időszakában XIV. Lajos francia királlyal folytatott tárgyalásokat, de azt követően, a bécsi udvarral történő tárgyalásokon már túszként vett részt. Apja kivégzése idején tisztként – különös felügyelet mellett, Gnade Antal néven – császári szolgálatban állt. A bécsi udvar ellenőrzése alól soha sem tudott kibújni; saját kárára az udvarhoz és a császárhoz mindvégig hű maradt, bár módjában lett volna Ilona nővére és annak második férje oldalára átállni. 1680-ban a bujdosók fogságába esett, azonban a császár hűségétől akkor sem tágított. Mindezek ellenére Bécs 1683-as török ostromakor a császáriak árulás vádjával elfogták, és bírósági ítélet nélkül bebörtönözték. Oberhauseni, rattenburgi és grazi hosszan tartó raboskodás alatt elméje elborult. Ötvenéves korában, 1703. november 11-én halt meg. Zrínyi János Antal volt a Zrínyi család utolsó tagja.
A Zrínyi-testvérek muraközi és horvátországi birtokai 1670-ig virágoztak. Ekkor IV. Péter konfiskált birtokai kamarai kezelésbe kerültek, majd VII. Miklós csak időlegesen kamarai kezelésbe vett uradalmait később Zrínyi Ádám bérletbe adta, halála után pedig ezek is a kincstárra szálltak.

## A családfa
I. (a család eredete)
- A1. Subics II. Pál (†1346. július); h.: Frangepán Erzsébet (†1347 után)
  - B1. Subics IV. György (†1361), Zrínyi I. György, őt lásd lejjebb, II.A1. alatt! [2]

II.
- A1. Zrínyi I. György (Subics IV. György) (†1361), őt lásd feljebb, I.B1. alatt is!
  - B1. I. Erzsébet; h.: Korbáviai Tamás
  - B2. I. Pál, (*1357, †Zágráb, 1414); 1.h.: N N; 2.h.: N Erzsébet
    - C1. [1.h.] I. Péter, b.é.: 1408-40
      - D1. Henrik ("Imre", Mirko)
      - D2. II. Pál, b.é.: 1429-49; h.: N Katalin
      - D3. II. György, b.é.: 1435-47
        - E/1. II. Miklós

      - D4. Márton
      - D5. I. Katalin
      - D6. Klára
      - D7. II. Margit
      - D8. Ilka
      - D9. II. Péter, b.é.: 1435, (†Udbinja, 1493. szeptember 11., csatában); 1.h.: Blagai Ilona grófnő; 2.h.: N N
        - E1. [1.h.] III. Pál, b.é.: 1484; (†Udbinja, 1493. szeptember 11., csatában) h.: Grabarjai Beriszló Dorottya
          - F/1. Mihály, (†Mohács, 1526. augusztus 29. csatában)

        - E2. I. Ilona; h. Korbáviai "Torquatus" János, Horvátország bánja (†1531)
        - E3. III. Margit
        - E4. Bernát
        - E5. [2.h.] III. Miklós, (*1489., †Zrin, 1534); h.: 1509. Korbáviai Karlovics Ilona grófnő;
          - F1. II. Ilona, (†kb. 1561); h.: 1527. Tahvári és Tarkeöi Tahy Ferenc (†1573)
          - F2. IV. Margit; h.: Alapy János
          - F3. I. János, (†Vinodol, 1541)
          - F4. III. György, (*1528., †1547)
          - F5. III. Péter, † Bécs, 1547
          - F6. IV. Miklós, Horvátország, Szlavónia és Dalmácia bánja (*1508., †Szigetvár 1566. szeptember 8. csatában); 1.h.: 1543. Frangepán Katalin grófnő (†1561); 2.h.: Monyorókerék, 1564. szeptember 21. Rosenberg Éva grófnő (*1537. április 12., †1591. augusztus), őket lásd lejjebb, III.A1. alatt!

    - C2. [1.h.?] [2.h.?] I. Miklós, †1439
    - C3. [1.h.?] [2.h.?] I. Anna,
    - C4. [1.h.?] [2.h.?] I. Margit.

III.
- A1. IV. Miklós, Horvátország, Szlavónia és Dalmácia bánja (*1508., †Szigetvár 1566. szeptember 8. csatában); 1.h.: 1543. Frangepán Katalin grófnő (†1561); 2.h.: Monyorókerék, 1564. szeptember 21. Rosenberg Éva grófnő (*1537. április 12., †1591. augusztus), őket lásd feljebb, II. F6. alatt is!
  - B1. [1.h.] II. János, (*1545. szeptember 14., †1545)
  - B2. [1.h.] III. Ilona, (*1546. december 11., †1585); 1.h.: 1560. január 7. Guthi Országh Kristóf (*1520, †1567. október 19.); 2.h.: Tapolcsány, 1569. február 7. Gyarmati Balassa István (†kb. 1584)
  - B3. [1.h.] II. Katalin, (*1548. április 30., †Biccse, 1585. április 26.); 1.h.: Bajmóc, 1562. június 21. Bethlenfalvi Thurzó Ferenc (†1576. március 12.); 2.h.: Biccse, 1576. június 24. báró Ghymesi és Gácsi Forgách Imre
  - B4. [1.h.] IV. György, tárnokmester, (*1549. április 13., †Vép, 1603. május 4.); 1.h.: D’Arco Anna grófnő (†1570); 2.h.: Stubenberg Zsófia grófnő
    - C1. [1.h.] VI. Miklós, (†1625. március 24.); h.: Nádasdi és Fogarasföldi Nádasdy Anna grófnő (*kb. 1585)
    - C2. [2.h.] V. György, Horvátország, Szlavónia és Dalmácia bánja, (*Csáktornya, 1599. január 31., †Pozsony, 1626. december 18. megmérgezték); h.: Rimaszécsi Széchy Magdolna grófnő
      - D1. VII. Miklós, Horvátország, Szlavónia és Dalmácia bánja, (*Ozalj, 1620. május 1., †Csáktornya, 1664. november 18.); 1.h.: Praunek vára, 1646. február 11., Trakostyáni Draskovich Mária Euzébia grófnő (†1650); 2.h.: Bécs 1652. április 30., Löbl Mária Zsófia (†1676)
        - E1. [2.h.] Mária Terézia Borbála (*1655, †1658)
        - E2. [2.h.] Mária Katalin (*1656) apáca
        - E3. [2.h.] Izsák (*1658 †1659)
        - E4. [2.h.] Ádám, (*Bécs, 1662. november 24., †Szalánkemén, 1691. augusztus 19. csatában); h.: 1684. Lamberg Katalin Mária grófnő

      - D2. IV. Péter, Horvátország, Szlavónia és Dalmácia bánja, (*Verbovác 1621. június 6., †Bécsújhely, 1671. április 30. lefejezték); h.: 1643. Frangepán Anna Katalin grófnő (*Bosiljevo, 1625., †Graz, 1673. november 16.)
        - E/1. Ilona, (IV. Ilona), (*Podbrest, 1649. március 20., †Nikomédia, 1703. február 18.); 1.h.: I. Rákóczi Ferenc, erdélyi fejedelem (*1645. február 24., †1676. július 8.); 2.h.: 1682, Thököly Imre, erdélyi fejedelem (*Késmárk, 1657. szeptember 25., †Nikomédia, 1705. szeptember 13.)
        - E/2. IV. János Antal, (*Ozalj?, 1651, †Graz, 1703. november 11.)  a Zrínyi nemzetség utolsó tagja
        - E/3. Judit Petronella, (*Ozalj, 1652, †Zágráb, 1699); apáca (Klarissza-nővér)
        - E/4. Veronika Auróra, (*Ozalj, 1658., †Klagenfurt, 1735) Szent Orsolya-rendi apáca

    - C3. [2.h.] II. Borbála (Barbara)
    - C4. [2.h.] II. Erzsébet; h.: Erdődy Tamás
    - C5. [2.h.] Zsuzsanna; 1.h.: Lenkovich Albert; 2.h.: gróf Nádasdi és Fogarasföldi Nádasdy Miklós

  - B5. [1.h.] Dorottya (Dorica), (†1617); h.: 1566. január 30. Batthyány Boldizsár (†1590)
  - B6. [1.h.] Orsolya, (*1552. augusztus 21., †1593. február 12.); 1.h.: Perényi János; 2.h.: Csáktornya 1570, Alsólendvai Bánffy Miklós (*1547, †?)
  - B7. [1.h.] I. Borbála, (*1547); h.: Bajmóc, 1569. január 17. Bethlenfalvi Thurzó Elek (†1594. március 5.)
  - B8. [1.h.] V. Margit, (*1555, †kb. 1588); h.: Monyorókerék, 1569. január 9. Homonnai Drugeth Miklós (*kb. 1538, †1580. augusztus 30. után)
  - B9. [1.h.] Magdolna; 1.h.: 1584. január 19. Telekessy István; 2.h.: gróf Jan Jakub von Thurn (†1597)
  - B10. [1.h.] II. Anna, †fiatalon
  - B11. [1.h.] Kristóf, †fiatalon
  - B12. [1.h.] Vuk (Farkas), †fiatalon
  - B13. [1.h.] V. Miklós, (*1559. február 19., †1605)
  - B14. [2.h.]  III. János, (*1565, †Hohenfurt, 1612. február 24.); h.: Český Krumlov (Krumau) 1600. november 7. Maria Magdalena z Kolowrat.

### Megjegyzés
- * = születés
- † = elhalálozás
- b.é. = biztosan élt
- h. = házasság
- 1.h., 2.h. = 1., 2. házasság
- [1.h.], [2.h.] = 1., 2. házasságból
- N = ismeretlen nevű (keresztnevű)